# HUK-Coburg

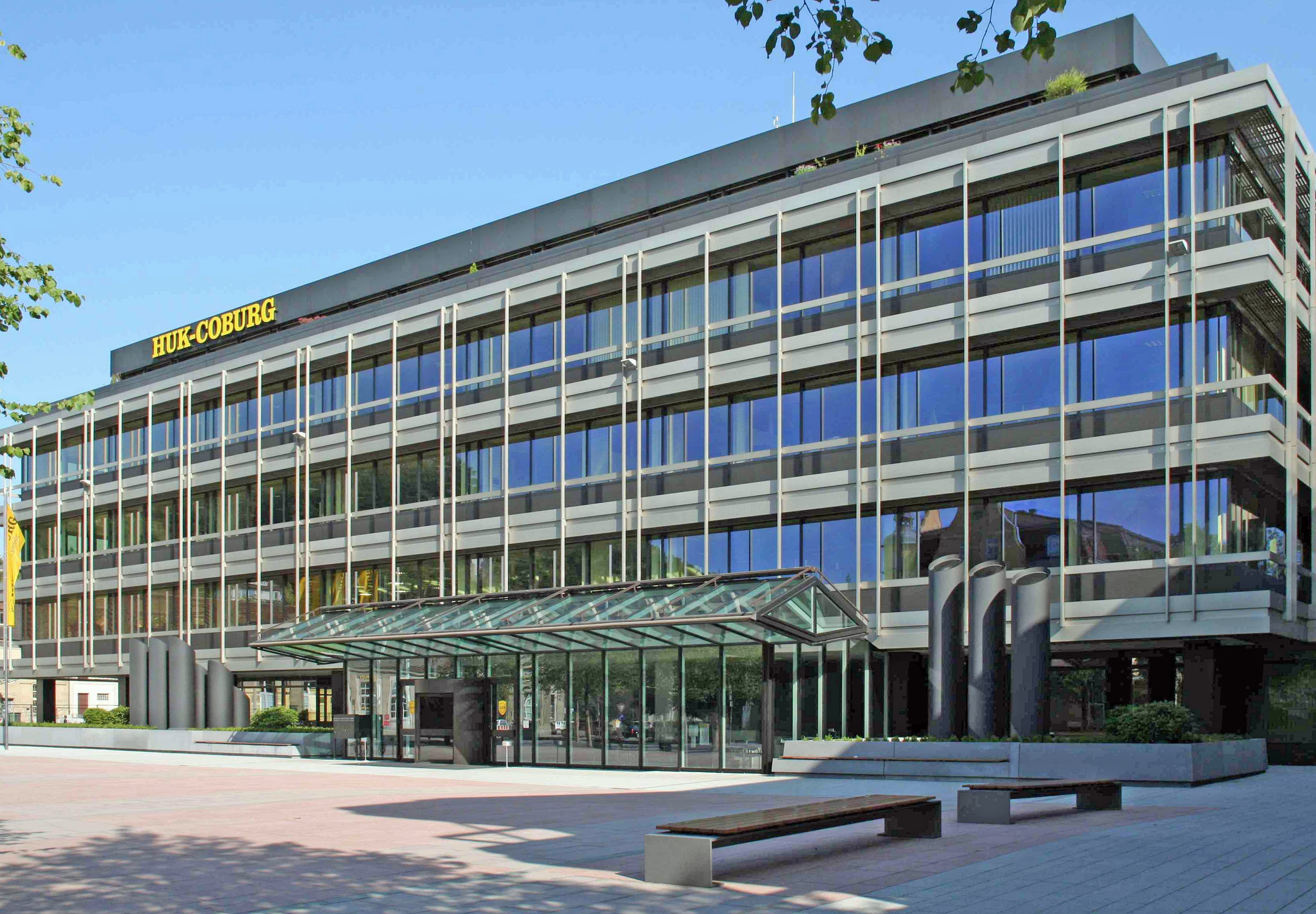
Gebäude am Bahnhofsplatz

Gebäude in der Willi-Hussong-Straße 2

Die HUK-Coburg Haftpflicht-Unterstützungs-Kasse kraftfahrender Beamter Deutschlands a. G. in Coburg (Eigenschreibweise HUK-COBURG) ist ein Versicherungsverein auf Gegenseitigkeit mit Sitz in Coburg, Bayern.
Das Unternehmen wurde am 3. September 1933 als Haftpflicht-Unterstützungs-Kasse kraftfahrender Beamter Deutschlands e. V. mit Sitz in Erfurt durch Mitglieder der Pfarrer-Kraftfahrer-Vereinigung (P.K.V.) sowie der Kraftfahrer-Vereinigung Deutscher Lehrer gegründet.
Es ist die größte Selbsthilfeeinrichtung für den öffentlichen Dienst. Zur Unternehmensgruppe gehören fünf Schaden- und Unfallversicherer, zwei Lebensversicherer und zwei  private Krankenversicherer sowie eine Servicegesellschaft.
Vorstandssprecher ist seit 1. August 2017 Klaus-Jürgen Heitmann. Aufsichtsratsvorsitzender ist seit Juli 2014 Heinrich R. Schradin.

## Geschichte

### Bis 1998
Am 3. September 1933 wurde im Hotel Kaiserin Augusta in Weimar die Haftpflicht-Unterstützungs-Kasse kraftfahrender Beamter Deutschlands e. V. mit Sitz Erfurt durch Mitglieder der Pfarrer-Kraftfahrer-Vereinigung (P.K.V.) sowie der Kraftfahrer-Vereinigung Deutscher Lehrer gegründet. Unter den Gründungsmitgliedern waren der evangelische Pfarrer Karl-August Fritsch, der Lehrer Wilhelm Ruß und der Versicherungskaufmann Paul Brendel. 1937 folgte die Umwandlung in einen Versicherungsverein auf Gegenseitigkeit (VVaG). Im gleichen Jahr wurde die Genehmigung zum Betrieb der Kraftfahrzeug-Haftpflichtversicherung erteilt und die Firma in Haftpflicht-Unterstützungs-Kasse kraftfahrender Beamter Deutschlands a. G., Erfurt geändert.
Im Jahr 1945 wurde der VVaG durch Befehl der sowjetischen Besatzungsmacht gelöscht. 1950 wurde er wiederbelebt; es folgte die Sitzverlegung nach Coburg sowie am 29. Juni 1950 die Eintragung unter dem Namen Haftpflicht-Unterstützungs-Kasse kraftfahrender Beamter Deutschlands auf Gegenseitigkeit in Coburg in das Handelsregister Coburg. Bei der Hauptversammlung am 8. August 1951 wurden neben Paul Brendel der Kirchenverwaltungsrat Willi Hussong und der Schulrat Heinrich Albsmeier in den Vorstand gewählt.
1950 hatte die Gesellschaft ihren ersten Sitz in Coburg in einer privaten Wohnung in der Rodacher Straße 42, wohin das Gründungsmitglied Paul Brendel gezogen war. Der nächste Sitz befand sich über zwei Geschosse verteilt in einem Gebäude in der Hinteren Kreuzgasse; im Jahr 1960 arbeiteten bereits 155 Mitarbeiter in einem eigenen Verwaltungsgebäude in der Heiligkreuzstraße. 1962 bezog die Gesellschaft ihren Sitz am Bahnhofsplatz in Coburg im ehemaligen Hotel Excelsior, das sie 1964 ersteigerte und 1966 abreißen ließ. Im Sommer 1970 wurde die neue Hauptverwaltung am Bahnhofsplatz eingeweiht. Weitere Bauabschnitte folgten 1980, 1990 und 1996.
1966 war die Geschäftsaufnahme in den neuen Sparten Hausratversicherung, Unfallversicherung und Haftpflichtversicherung. Das Tochterunternehmen HUK-Coburg-Lebensversicherung wurde 1968 gegründet. 1970 erfolgte die Aufnahme der Wohngebäudeversicherung. 1971 wurde mit Gründung der CORAG Coburger Rechtsschutzversicherung Aktiengesellschaft der Betrieb der Sparte Rechtsschutzversicherung aufgenommen.
Mit der Gründung der HUK-Coburg-Allgemeine 1977 öffnete sich die HUK-Coburg über den öffentlichen Dienst hinaus für alle privaten Haushalte. 1979 wurde der Betrieb der Sparte Verkehrs-Service-Versicherung (Schutzbrief) aufgenommen; im gleichen Jahr überschritten die Beitragseinnahmen erstmals die Milliardengrenze (in DM).
1987 stieg das Unternehmen mit der Gründung der HUK-Coburg-Krankenversicherung in das Geschäftsfeld der Privaten Krankenversicherung ein. 1990 wurde die HUK-Coburg Internationale Service GmbH (inzwischen: HUK-Coburg-Assistance GmbH) gegründet; im gleichen Jahr wurde das Tochterunternehmen CORAG in HUK-Coburg-Rechtsschutzversicherung Aktiengesellschaft umfirmiert.
Mit der Gründung der HUK-Coburg-Bausparkasse stieg die HUK-Coburg 1991 erstmals in ein nicht zu den Versicherungen zählendes Geschäftsfeld ein; außerdem wurde das Angebot um die HUK-Coburg VISA-Karte erweitert.
Aufgrund des anhaltend hohen Wachstums der Kunden- wie Mitarbeiterzahl baute die HUK-Coburg ab 1995 ein neues Verwaltungsgebäude in der Willi-Hussong-Straße, gelegen auf der Bertelsdorfer Höhe; die Einweihung erfolgte 1998. Bei Investitionen von 500 Mio. DM waren auf einer Fläche von 12,5 Hektar in einer ersten Baustufe Gebäude für etwa 1900 Mitarbeiter entstanden.

### 1999 bis 2009

Logo der HUK24

Logo der VRK

Die Jahre 1999 bis 2003 waren geprägt von einer Erweiterung des Geschäftsspektrums und dem Hinzutreten zweier neuer Marken.
1999 begann der Online-Vertrieb von Kfz-Versicherungen bei dem Versicherungsträger. Aufgrund der rasanten Entwicklung des Direkt- bzw. Onlinegeschäftes wurde am 16. Oktober 2000 die ausschließlich online tätige Tochtergesellschaft HUK24 AG gegründet und stetig ausgebaut. Die HUK24 beschäftigt keine eigenen Mitarbeiter.
Ab 2002 beteiligte sich die HUK-Coburg an der Gruppe der Versicherer im Raum der Kirchen (VRK). 2004 übernahm die HUK-Coburg-Holding AG die Mehrheit an den kirchlichen Versicherern Bruderhilfe Sachversicherung, Familienfürsorge Lebensversicherung und Pax-Familienfürsorge Krankenversicherung, die unter der gemeinsamen Bezeichnung Versicherer im Raum der Kirchen: Bruderhilfe Pax Familienfürsorge am Markt auftreten.
In den Jahren 2004 bis 2006 wurde auf der Bertelsdorfer Höhe der Neubau eines Rechen- und Logistikzentrums für etwa 425 Mitarbeiter bei einem Investitionsvolumen von 80 Millionen Euro errichtet.
Seit Mai 2007 berät die neue Tochtergesellschaft IPZ – Institut für Pensions-Management und Zusatzversorgung GmbH als Spezialist natürliche und juristische Personen zur betrieblichen Altersversorgung und zum Pensionsmanagement. Zielgruppen sind die private Wirtschaft sowie öffentliche und kirchliche Institutionen.
Am 21. September 2007 gaben die Postbank und HUK-Coburg den Abschluss einer langfristigen Vertriebspartnerschaft bekannt. Im Oktober 2007 begann der Absatz von Kraftfahrtversicherungen der HUK-Coburg in den Filialen der Postbank und im Internetangebot der Postbank. Ab 2008 werden alle Vertriebskanäle der Postbank exklusiv Kraftfahrt-, Haftpflicht- und Sachversicherungen der HUK-Coburg vertreiben. Umgekehrt wird der Vertrieb der HUK-Coburg exklusiv Bankprodukte für Privatkunden der Postbank, wie zum Beispiel Girokonten, anbieten.

### Seit 2010

Logo der HUK-Coburg bis September 2024

Zusammen mit dem Debeka Krankenversicherungs-Verein aG betreibt die HUK-Coburg Holding AG seit Jahresbeginn 2010 als Joint Venture die neu gegründete Private Healthcare Assistance GmbH, in der die beiden je zu 50 Prozent beteiligten Versicherungen ihren Auslandsnotrufservice bündeln.
Im Oktober 2012 wurde die HUK-Coburg Bausparkasse mit der Aachener Bausparkasse verschmolzen. Neben der HUK-Coburg, mit 31 % Anteil größter Einzelaktionär, waren acht weitere Versicherungsgruppen (Gothaer, Universa, LVM, ARAG, Continentale, Mecklenburgische, WWK und Barmenia) als Aktionäre an der Aachener Bausparkasse beteiligt. Im Dezember 2018 wurde dann der Verkauf des Unternehmens an die Wüstenrot Bausparkasse bekanntgegeben, auf die die Aachener Bausparkasse dann im Juni 2020 verschmolzen wurde.
2013 stieg das Unternehmen in die betriebliche Krankenversicherung ein und bietet Unternehmen fortan die Möglichkeit, ihre Mitarbeiter mit privaten Kranken-Zusatzversicherungen gesundheitlich abzusichern.
Im Jahr 2014 eröffnete das Unternehmen einen weiteren Standort für die Kundenbetreuung in Fürth und baute somit ihren Kundenservice auf neun Standorte mit über 1.600 Mitarbeitern aus.
Aufgrund der wachsenden Belegschaft wurde im Januar 2015 der Gebäudekomplex in der Coburger Willi-Hussong-Straße erweitert, der damit 230 zusätzliche Arbeitsplätze bietet. Im Jahr 2016 folgte eine erneute Erweiterung durch einen Gebäude-Riegel in Modulbauweise, der mit diesem Erweiterungsbau verbunden wurde.
Ebenfalls 2016 führte das Unternehmen unter dem Namen „Smart Driver Programm“ ein Telematik-Produkt für junge Fahrer ein.
2022 beteiligte sich die HUK-Coburg mit 25,1 Prozent an der 1970 gegründeten Werkstattkette Pitstop.
Im Jahr 2023 nahm die Neodigital Autoversicherung AG, ein Gemeinschaftsunternehmen der HUK-Coburg und der Neodigital Versicherung, ihren Geschäftsbetrieb auf.

## Vorstandssprecher
- 1991–2009: Rolf-Peter Hoenen
- 2009–2017: Wolfgang Weiler
- seit 2017: Klaus-Jürgen Heitmann

## Konzernprofil
Das Unternehmen hat gut 13 Millionen Kunden mit 45 Millionen Verträgen und Risiken im Bestand (Stand 2023). Die Beitragseinnahmen belaufen sich auf etwa 9,0 Milliarden Euro (Stand 2023). Im Jahr 2010 stieg das Unternehmen gemessen an den Vertragsstückzahlen zum größten Kraftfahrtversicherer Deutschlands auf.
Im Jahr 2023 beschäftigte das Unternehmen 10.218 Mitarbeiter. Mit 5.701 Angestellten in Coburg (Stand 2023) ist die Versicherung der größte Arbeitgeber der Stadt. Die Mitarbeiter sind hauptsächlich auf einen Verwaltungskomplex in der Innenstadt am Bahnhof sowie einen zweiten größeren auf der Bertelsdorfer Höhe (Anschlussstelle Coburg der Bundesautobahn 73) verteilt. Daneben existieren weitere kleinere Standorte, die über die Stadt verteilt sind.
Mit 266 Auszubildenden (Stand 2023) ist die HUK-Coburg auch der größte ausbildende Betrieb der Stadt.

## Geschäftsfelder
Die Geschäftstätigkeit konzentriert sich auf den Versicherungsbedarf von Privatkunden. Das Unternehmen ist, gemessen an der Stückzahl, größter Kraftfahrt- zweitgrößter Privathaftpflicht- und Hausratversicherer in Deutschland. Jüngster Geschäftszweig ist die betriebliche Altersversorgung. Als Spezialversicherer für den öffentlichen Dienst bietet die HUK-Coburg sowohl Beamten als auch Tarifbeschäftigten spezielle Tarife an.
Das Unternehmen bietet folgende Versicherungsarten an:
- Kraftfahrtversicherung
- Haftpflichtversicherung
- Unfallversicherung
- Hausratversicherung
- Wohngebäudeversicherung
- Private Krankenversicherung
- Lebensversicherung
- Rechtsschutzversicherung

Darüber hinaus werden Bausparprodukte vermittelt.

## Unternehmensstruktur
Das Unternehmen ist ein Versicherungsverein auf Gegenseitigkeit, die Versicherungsnehmer der Muttergesellschaft selbst sind also Mitglieder und Träger des Vereins. Das Mutterunternehmen HUK-Coburg Haftpflicht-Unterstützungs-Kasse kraftfahrender Beamter Deutschlands a. G. in Coburg hält alle Anteile der HUK-Coburg Holding AG:
Konsolidierte Tochterunternehmen der HUK-Coburg-Holding AG sind folgende Kapitalgesellschaften (wo nicht anders vermerkt, 100 %):
- HUK-Coburg-Allgemeine Versicherung AG, Coburg
- HUK-Coburg-Rechtsschutzversicherung AG, Coburg
- HUK-Coburg-Lebensversicherung AG, Coburg
- HUK-Coburg-Krankenversicherung AG, Coburg
- HUK24 AG, Coburg
- HUK-Coburg-Assistance GmbH, Frankfurt
- HUK-Coburg Finanzverwaltungs-GmbH, Coburg
- VRK Holding GmbH, Detmold (72,5 %)
- Versicherer im Raum der Kirchen Sachversicherung AG, Kassel
- Versicherer im Raum der Kirchen Lebensversicherung AG, Detmold
- Versicherer im Raum der Kirchen Krankenversicherung AG, Detmold
- HUK-Coburg Datenservice und Dienstleistungen GmbH, Coburg
- HUK-Coburg Erste Finanzverwaltungs-GmbH, Coburg
- HUK-Coburg Zweite Finanzverwaltungs-GmbH, Coburg
- HUK-Coburg Dritte Finanzverwaltungs-GmbH, Coburg
- HUK-Coburg Business Solutions GmbH, Berlin
- HUK-Coburg Dienstleistung GmbH, Jena
- HUK-Coburg Schadensmanagement-GmbH, Coburg
- HUK-Coburg Digitale Services GmbH, Coburg
- HUK-Coburg Autowelt GmbH, Coburg
- HUK-Coburg Autoservice GmbH, Coburg
- HUK-Coburg Mobilitätsholding GmbH, Coburg
- HUK-Coburg Rechtsschutz-Schadenregulierung GmbH, Coburg
- HUK-Coburg Asset Management GmbH, Coburg
- Neodigital Autoversicherung AG, Neunkirchen (51 %)

Daneben sind auch folgende Personengesellschaften in die Konsolidierung einbezogen:
- HUK-Coburg-Immobilien-Gesellschaft GbR, Coburg
- HC Seniorenstift Köln GmbH & Co. KG, Coburg
- HC Gateway Gardens GmbH & Co. KG, Coburg
- HC Immobiliengesellschaft Essen 1 GmbH & Co. KG, Coburg
- HUK-Coburg-Immobilien-Gesellschaft Berlin GbR, Coburg
- HUK-Coburg-Immobilien-Gesellschaft Künzell GbR, Coburg
- HC Immobiliengesellschaft Hannover mbH & Co. KG, Coburg (94,80 %)
- MONA Zwei GmbH & Co. geschlossene Investment KG, Grünwald
- MONA Center GmbH & Co. KG, Grünwald (75,00 %)
- Real I.S. Institutional Real Estate 1 GmbH & Co. geschlossene Investment-KG, München
- Paris Eden Monceau S CI, Paris

## Sonstiges
- Das Unternehmen betreibt seit 2002 ein deutschlandweites Partnerwerkstattnetz mit bereits rund 1.500 Werkstätten (2017). Dieses Werkstattnetz teilt das Unternehmen mittlerweile mit weiteren Versicherern, die ihren zusammen rund 15 Millionen Kfz-Versicherungskunden ermöglichen, im Schadensfall den Service der Partnerwerkstätten zu nutzen. Zu den weiteren Teilnehmern am Partnerwerkstattnetz zählen die VHV (seit 15. Januar 2008), die Concordia, die Generali Deutschland und die Gothaer.[19] Seit 2010 nimmt auch die Debeka teil.[20]
- Die HUK-Coburg kooperiert mit der Barmer Ersatzkasse, der Bausparkasse Wüstenrot, der Postbank, der Vereinigten Postversicherung und der Gothaer.[21]
- Beim Handballclub HSC 2000 Coburg ist das Unternehmen Hauptsponsor.[22]
- 1986 diente ein Gebäude der HUK-COBURG am Bahnhofsplatz in Coburg als Drehort für den Film Der Flieger.
- Anlässlich des 75-jährigen Firmenjubiläums am Standort Coburg wurde die Willi-Hussong-Straße offiziell in HUK-COBURG-Platz umbenannt.[23][24]

## Publikationen
- Catrin Behlau: Günstig versichern. 75 Jahre HUK-COBURG. Hrsg.: HUK-Coburg. Geschichtsbüro-Verlag, Köln 2008, ISBN 978-3-940371-11-9.